# Grand-père
Un grand-père est un grand-parent de sexe ou de genre masculin. Ses petits-enfants le surnomment affectueusement papy.

## Dans la culture
- Grand-père, tu m'entends ?
- Grand-père (film, 1939)
- Grand-père Ivan
- Grand-père a planté une betterave
- Grand-père au sirop d'érable
- Grand-père viking
- Papy fait de la contrebande
- Papy fait de la résistance
- Papy fait de la résistance (pièce de théâtre)
- Papy rock